# Geyer Gyula
Geyer (Gusztáv) Gyula (Bielsko-Biała (Szilézia, Lengyelország), 1828. szeptember 15. – Igló, 1900. szeptember 28.) tanár, természetkutató.

## Élete
Geyer Heinrich Traugott posztógyáros fiaként született. Az elemi iskolát szülővárosában végezte, majd 1839 októberében Magyarországra költözött. A gimnáziumot a szepes vármegyei Késmárkon végezte 1848-ig. Ekkor önkéntes nemzetőrként Kassára ment. 1849 májusától Cornides őrnagynál szolgált, július 7-én mellen lőtték, gyógykezelésre visszatért Késmárkra. Felépülése után Felső-Kubinban (Meskó Károly lányai mellett), Árvaváralján (1850-51), Kassán (Soós Sándor főszolgabíró gyermekei mellett), Gölnicbányán (1854-55.), Máriahután (Menesdorfer Károly családjánál, 1855-56.) nevelő. 1856 és 1858 között Rozsnyón az evangélikus gimnáziumban természetrajzot tanított, majd egy évet Bécsben töltött ismeretei bővítése végett. 1859-től újra Rozsnyón tanított, 1871. augusztus 20-án az iglói főgimnázium tanárává választották.
1865-től meteorológiai kutatásokat végzett, 1867 és 1870 között cikkeket közölt a Jahrbuch der Wiener Centralanstalt für Meteorologie und Erdmagnetismusban. Ezután megfigyeléseket végzett a budapesti magyar királyi központi intézet számára 1893-ig. További érdeklődési területei:
- fenológia (partnere: Horváth Géza)
- dipterológia (partnere: Kovarcz Ferdinánd)
- növénytan (partnere: Hazslinszky Frigyes Ákos)

## Cikkeit közlő kiadványok
- Zipser Boteban (meteorológia)
- Karpathen Postban
- Szepesi Lapok
- Gömör és Kishont egyesült vármegyék leirása (szerkesztő: Hunfalvy János, Pest, 1867.) (növénytan)
- Magyar orvosok és természetvizsgálók Munkálatai XIII. (Eger, 1869.) (Adalékok Rozsnyó vidékének faunájához, flórájához és lebtani töredékek)
- Kertész Gazdában (1869.) (A dohánytermelés Gömörben)
- Természettudományi Közlönyben (VI. 1874.)
- Magyarországi Kárpátegyesület Évkönyvei (1875-78., 1880., 1885.) (állatfenológia, meteorológia)
- Jahresbericht des Comités für ornithologische Beobachtungs-Stationen in Oesterreich-Ungarn (1882-84. 1886-87.) (ornitológia, fenológia)
- Gyümölcsészeti és Konyhakertészeti Füzetek (szerkesztő: Villási Pál) (pomológia)